# Valentiniet
Het mineraal valentiniet is een antimoon-oxide met de chemische formule Sb2O3 (diantimoontrioxide).

## Eigenschappen
Het kleurloze, grijze, gele of roodbruine valentiniet heeft een witte streepkleur, een perfecte splijting volgens kristalvlak [110] en een duidelijke volgens [010]. De gemiddelde dichtheid is 5,69 en de hardheid is 2,5 tot 3. Het kristalstelsel is orthorombisch en het mineraal is niet radioactief.

## Naamgeving
Valentiniet is genoemd naar de 16e-eeuwse Duitse alchemist B. Valentinus.

## Voorkomen
Valentiniet komt veel voor als oxidatieproduct van andere antimoonmineralen. De typelocatie is Chalanches, Allemont, Isère, Frankrijk.